# Apodroma
Apodroma là một chi bướm đêm thuộc họ Geometridae.

## Các loài
- Apodroma quadrisectaria
- Apodroma subcoerulea